# Syneura subsetosa
Syneura subsetosa är en tvåvingeart som beskrevs av Borgmeier 1971. Syneura subsetosa ingår i släktet Syneura och familjen puckelflugor. Inga underarter finns listade i Catalogue of Life.